# Mlynky
Mlynky (węg. Hollópatak) – słowacka wieś (obec) w powiecie Nowa Wieś Spiska (słow. okres Spišská Nová Ves), w kraju koszyckim (słow. Košický kraj).
Wieś leży na południowych brzegach Parku Narodowego „Słowacki Raj” w historycznej krainie Spisz.
Miejscowość tworzą dawne wsie górnicze:
- Biele Vody
- Havrania Dolina
- Mlynky
- Palcmanská Maša
- Prostredný Hámor
- Rakovec
- Sykavka

Wszystkie położone w dolinie rzeki Hnilec oraz jej dopływów: Biela voda i Havraní potok.
Do 1960 roku Mlynky były osadą należącą do Nowej Wsi Spiskiej.
Do roku 1963 działał w osadzie samodzielny zakład górniczy, całkowicie zamknięty 3 lata później.
Obecnie miejscowość nastawiona jest na ruch turystyczny. W okolicach znajdują się liczne narciarskie trasy biegowe oraz system wyciągów.
Tradycje górnictwa i hutnictwa w tej miejscowości sięgają co najmniej XVIII wieku – wtedy w osadzie Palcmanská Maša (nazwa pochodzi od nazwiska właściciela "Palmcány", maša to w tłumaczeniu huta) zbudowano wielki piec hutniczy, pierwszy w ówczesnych Węgrzech. Także nazwa Prostredný Hámor nawiązuje do hutniczej tradycji – hámor to młot, kuźnia, kuźnica.
W osadzie Palcmanská Maša znajduje się zapora, spiętrzająca wody Hnilca i tworząca jezioro Palcmanská Maša. Podziemnym tunelem wody Hnilca są tam skierowane do Dobšinej w dorzeczu Slanej, a koryto Hnilca na pewnym odcinku pozostaje praktycznie bezwodne.

## Galeria zdjęć

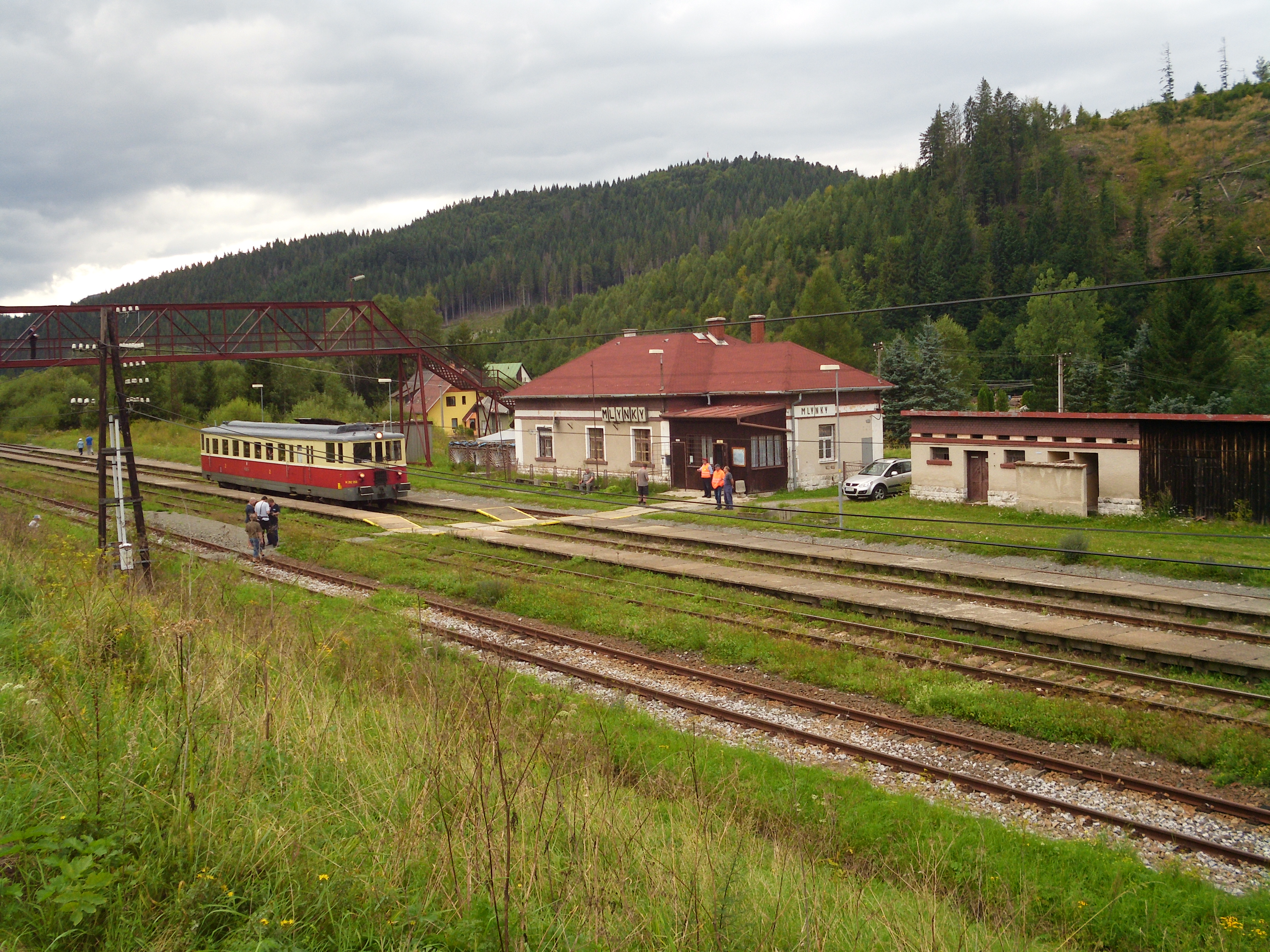
Stacja kolejowa
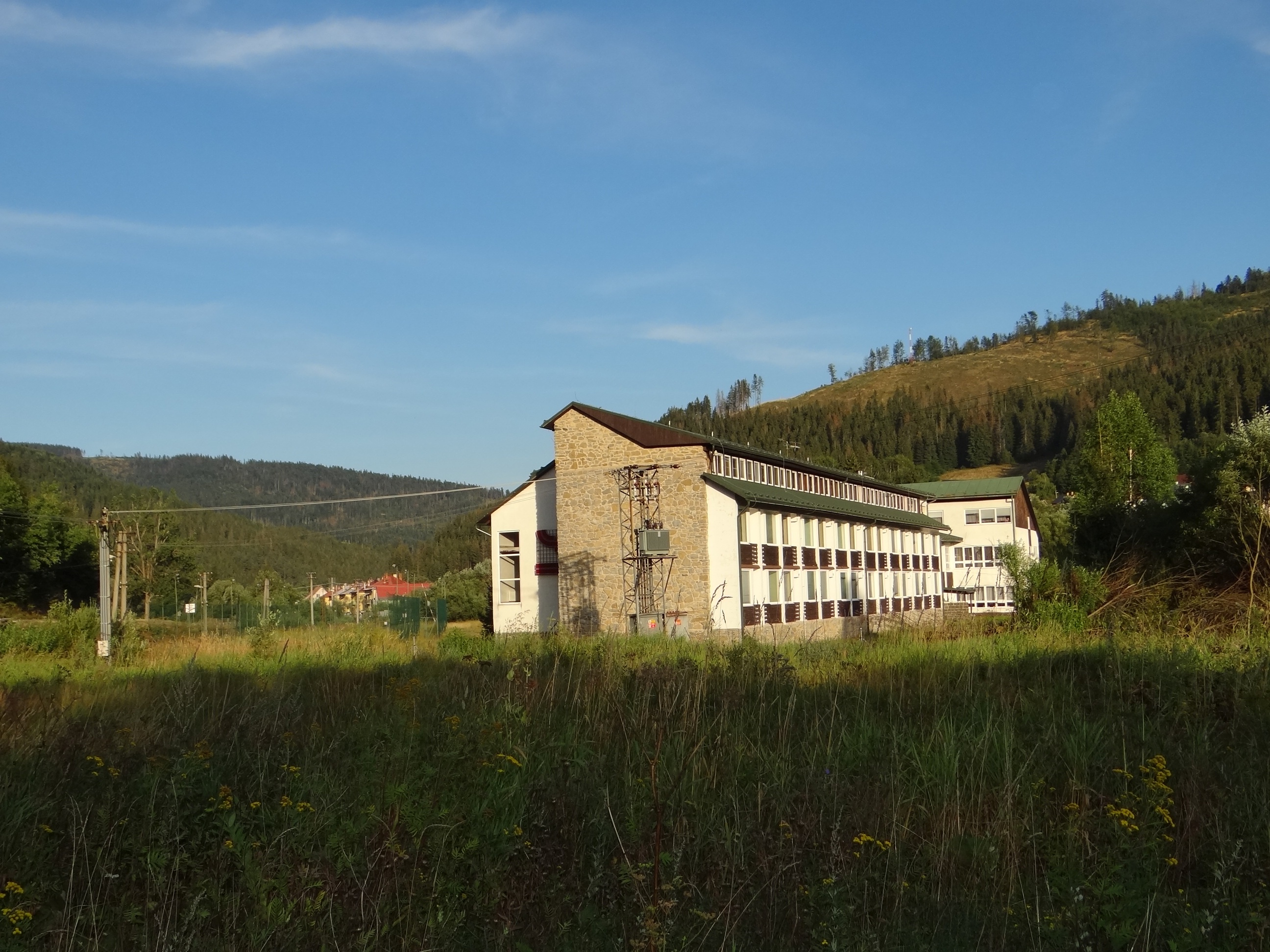
Prostredný Hámor
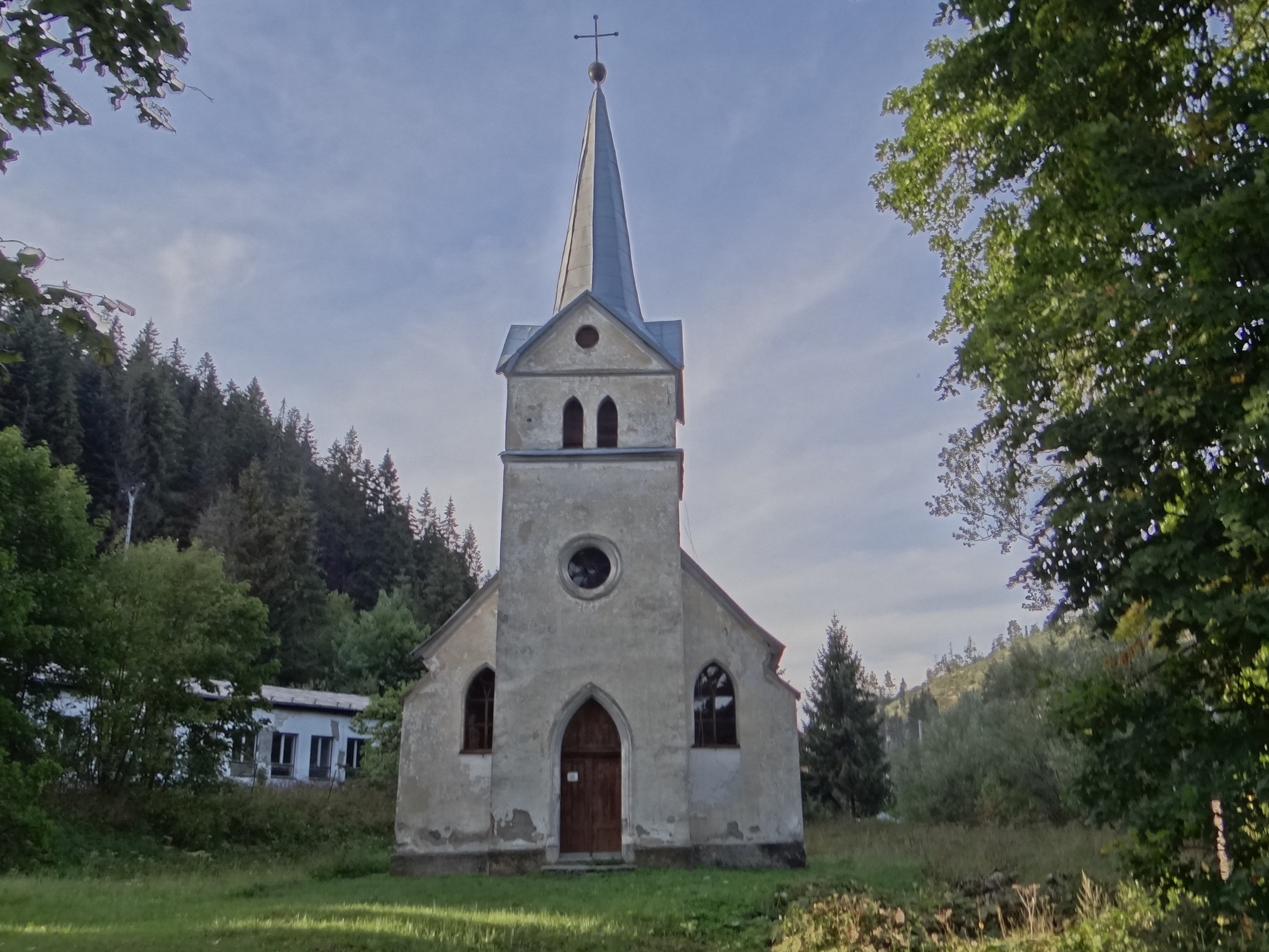
Havrania dolina, kościół